# Teratauxta
Teratauxta és un gènere d'arnes de la família Crambidae. Conté només una espècie, Teratauxta paradoxa, que es troba a Sumatra.